# روكامونتيبيانو
روكامونتيبيانو (بالإيطالية: Roccamontepiano)‏ هي بلدية في مقاطعة كييتي في إقليم أبروتسو الإيطالي.

## السكان
في سنة 1861 بلغ عدد السكان 2٬425 نسمة، وتطور العدد ليصل في سنة 2011 لـ 1٬792 نسمة.
يظهر هذا المخطط البياني تطور النمو السكاني لـ روكامونتيبيانو